# Велень (Житомирская область)
Велень (укр. Велень) — село на Украине, основано в 1921 году, находится в Коростенском районе Житомирской области.
Код КОАТУУ — 1822382602. Население по переписи 2001 года составляет 42 человека. Почтовый индекс — 11552. Телефонный код — 4142. Занимает площадь 0,382 км².

## Адрес местного совета
11552, Житомирская область, Коростенский р-н, с.Купище, ул.Поварова, 62